# 周遊パスポート あそばんせ
周遊パスポート あそばんせ（しゅうゆうパスポート あそばんせ）は、2007年から2021年まで発売していた三重県志摩地区内観光用チケット。

## 概要
単にあそばんせと呼ばれるこのチケットは、志摩地区の観光誘致のために近鉄グループの近鉄レジャーサービスを中心に志摩マリンランド、志摩マリンレジャーの3社が共同で発行していた。志摩地区内観光用なので、まわりゃんせとは違い近鉄の乗車券はセットになっていなかった。
利用開始日から2日間有効。利用期間は1年単位でその都度設定される。2020年度の料金は大人6,300円、小児4,000円で、中高生料金は設定されていなかった。なお当初は大人5,500円、小児3,300円、2014年度以降は料金は大人5,800円、小児3,500円であった。
2020年度（2021年3月31日）をもって発売及び利用を終了した。

## 利用可能施設

### 観光施設
あそばんせを提示することで、以下の施設を一回ずつ利用することができた。
- 志摩スペイン村パスポート
- ひまわりの湯（ホテル志摩スペイン村内の温泉）入場券
- 志摩マリンランド入場券
- 賢島エスパーニャクルーズ乗車券

### 交通・その他
- 賢島宝生苑の温泉に大人1,200円、小児600円で入泉可能
- 三重交通の賢島駅 - 志摩スペイン村フリー乗車券
- ニッポンレンタカーの宇治山田駅、鳥羽駅、鵜方駅の各営業所で借りるレンタカー料金が30%割引

## 発売場所
旅行会社、コンビニエンスストア、チケットぴあのほか、伊勢志摩地区の以下の施設で発売していた。
- 志摩マリンランド
- 三重交通鵜方駅前切符売場
- ホテル志摩スペイン村
- 賢島宝生苑
- 志摩観光ホテル
- 嬉野パーキングエリア
- 安濃サービスエリア
- 御在所サービスエリア
- 志摩市観光協会観光案内所（鵜方駅）
- 伊勢湾フェリー
- ドライブイン鳥羽

- 道の駅伊勢志摩・物産館
- 磯部町旅館組合
- 伊勢志摩ロッジ
- プライムリゾート賢島
- 賢島パークホテルみち潮
- ニュー浜っ子
- ホテルプロヴァンス
- おばちゃんの店伊勢売店
- 朝熊山頂売店